# هنري بركات
هنري بركات (11 يونيو 1914 - 23 فبراير 1997) من كبار المخرجين المصريين ولد في مصر من أصل لبناني وتوفي عام 1997. من أكثر المخرجين إنتاجاً للأعمال السينمائية، ولقب بشيخ المخرجين.

## عن حياته
ولد في حي شبرا بالقاهرة عام 1914 لأسرة من أصل لبناني، حصل على ليسانس الحقوق وبعدها سافر إلى «باريس» ليدرس الإخراج السينمائي على أصوله، وعاد إلى مصر وبدأ رحلته الفنية الطويلة بعد أن تخرج من كلية الفنون الفرنسية بالمنيرة عام 1935.

## حياتة الفنية
بدأ حياته الفنية مساعد مخرج وقد اكتشفته وقدمته الفنانة والمنتجه آسيا داغر حيث كانت تبحث عن مخرج يخرج لها فيلمًا جديدًا بعد أن تركها المخرج أحمد جلال وكان قد تزوج من ابنه أختها الفنانة ماري كويني وانشغلا معا في تكوين شركه سينمائيه فاتجهت المنتجة آسيا داغر للبحث عن مخرج جديد ليخرج لها فيلم الشريد عام 1942 الذي كان بداية رحلته السينمائية. منذ بداياته لم يقتصر اهتمامه على الإخراج فقط، بل تنبه مبكرًا لعنصر التحرير (المونتاج) وانعكس ذلك على عمله كمخرج، وتنبه في وقت مبكر إلى ضرورة البحث عن كتب تتحدث عن المونتاج.
خلال مشوار متد لأكثر من نصف قرن كامل قدم (بركات) عددًا هائلًا من الأفلام يعد العديد منها علامات في السينما المصرية ومن كلاسيكياتها. كان قد قدم عددًا كبيرًا من الأفلام مع عدد من النجوم فائقي الشهرة، فقدم عشرة أفلام مع فريد الأطرش، وثلاثة أفلام لعبد الحليم حافظ، وثلاثة أفلام لليلي مراد، وفيلمين لصلاح ذو الفقار، وفيلمين لصباح، وفيلمين لمحمد فوزي، وفيلمين لفيروز، وفيلمين لهدي سلطان. ولكن نصيب الأسد كان للفنانه الراحلة فاتن حمامة التي مثلت معه 18 فيلمًا، بعضها من أهم الأفلام في السينما المصرية. يُذكر منها (دعاء الكروان)، (الحرام)، (الخيط الرفيع)، و(ليلة القبض على فاطمة) و(أفواه وأرانب).
ورغم أنه يمكن اعتباره من المخرجين المتميزين عموماً، إذ اختار نقادٌ أربعة من أفلامه باعتبارها من بين أفضل مئة فيلم مصري عام 1996،[بحاجة لمصدر] لكن تميزه الحقيقي كان في مجال إخراج الأفلام الغنائية، إذ تصدر قائمة مخرجي الأفلام الغنائية في قائمة أفضل مئة فيلم غنائي مصري بإحدى عشر فيلماً في الاستفتاء الذي أجراه النقاد عام 2023 ضمن مهرجان الإسكندرية السينمائي.

## أعماله الفنية

### إخراج الأفلام
- 1942: الشريد
- 1942: المتهمة
- 1942: لو كنت غني[ا]
- 1944: أما جنان
- 1945: القلب له واحد
- 1945: هذا جناه أبي
- 1947: حبيب العمر[ب]
- 1947: الهانم
- 1948: سجى الليل
- 1948: العقاب
- 1948: الواجب
- 1949: عفريتة هانم[ب]
- 1950: معلش يا زهر
- 1950: شاطئ الغرام[ب]
- 1950: أمير الانتقام[ج]
- 1951: ورد الغرام[ب]
- 1952: من القلب للقلب
- 1952: ما تقولش لحد[ب]
- 1952: لحن الخلود[ب]
- 1952: غلطة أب
- 1952: أنا وحدي
- 1953: قلبي على ولدي
- 1953: حكم الزمان
- 1954: رسالة غرام
- 1954: دايماً معاك[ب]
- 1954: حدث ذات ليلة
- 1954: أنا الحب
- 1954: ارحم دموعي
- 1955: قصة حبي
- 1955: أيام و ليالي[ب]
- 1956: موعد غرام[ب]
- 1956: بنات اليوم[ب]
- 1958: ماليش غيرك
- 1958: حتى نلتقي
- 1959: دعاء الكروان[ج]
- 1959: حسن ونعيمة[ب]
- 1959: ارحم حبي
- 1961: في بيتنا رجل[ج]
- 1961: شاطئ الحب
- 1962: يوم بلا غد
- 1962: سلاسل من حرير
- 1963: الباب المفتوح
- 1964: أمير الدهاء
- 1965: ليلة الزفاف
- 1965: الحرام[ج]
- 1966: شيء في حياتي
- 1967: سفر برلك
- 1967: بنت الحارس
- 1968: الحب الكبير
- 1968: 3 نساء
- 1970: الحب الضائع
- 1971: الخيط الرفيع
- 1971: أختي
- 1972: حكاية بنت اسمها مرمر
- 1972: الزائرة
- 1973: امرأة سيئة السمعة
- 1974: حبيبتي
- 1974: الساعة تدق العاشرة
- 1974: أجمل أيام حياتي
- 1975: نغم في حياتي
- 1975: سؤال في الحب
- 1976: رحلة الأيام
- 1976: أخواته البنات
- 1977: مع حبي وأشواقي
- 1977: أفواه وأرانب
- 1978: وادي الذكريات
- 1978: ليالي ياسمين
- 1978: امرأة بلا قيد
- 1978: المرأة هي المرأة
- 1978: اذكريني
- 1979: ولا عزاء للسيدات
- 1979: عشاق تحت العشرين
- 1979: الشك يا حبيبي
- 1980: لست شيطانا ولا ملاكا
- 1980: شعبان تحت الصفر
- 1982: حسن بيه الغلبان
- 1982: العسكري شبراوي
- 1984: ليلة القبض على فاطمة
- 1984: الأرملة والشيطان
- 1985: لن يغيب القمر
- 1986: أنغام
- 1987: نوارة والوحش
- 1987: المتمرد
- 1988: حالة تلبس
- 1989: أرملة رجل حي

2014: [[ عمر وسلوي (فيلم)|}}
- 1991: لعبة الأشرار
- 1992: المتهمة
- 1993: تحقيق مع 
مواطنة

### إخراج أفلام قصيرة
- 1971: ساحرة
- 1972: أريد هذا الرجل

### إخراج المسلسلات
- 1988: حكاية ماما زوزو

### التأليف
- 1942: الشريد: (سيناريو وحوار)
- 1942: المتهمة: (سيناريو وحوار)
- 1945: القلب له واحد: (سيناريو وحوار)
- 1945: هذا جناه أبي: (سيناريو وحوار)
- 1947: حبيب العمر: (قصة وسيناريو)
- 1947: الهانم: (سيناريو وحوار)
- 1948: سجى الليل: (سيناريو)
- 1948: العقاب: (سيناريو)
- 1948: الواجب: (قصة وسيناريو وحوار)
- 1948: ليت الشباب: (سيناريو وحوار)
- 1948: اليتيمتين: (سيناريو)
- 1949: عفريتة هانم: (سيناريو)
- 1949: ست البيت: (سيناريو)
- 1950: معلش يا زهر: (قصة وسيناريو وحوار)
- 1950: شاطئ الغرام: (قصة وسيناريو)
- 1950: أمير الانتقام: (سيناريو وحوار)
- 1950: ساعة لقلبك: (قصة وسيناريو)
- 1951: ورد الغرام: (سيناريو)
- 1951: في الهوا سوا: (قصة وسيناريو)
- 1952: من القلب للقلب: (اقتباس وسيناريو)
- 1952: ما تقولش لحد: (سيناريو وحوار)
- 1952: لحن الخلود: (قصة وسيناريو وحوار)
- 1952: غلطة أب: (سيناريو وحوار)
- 1952: آمال: (قصة وسيناريو)
- 1953: قلبي على ولدي: (سيناريو)
- 1953: حكم الزمان: (سيناريو)
- 1954: رسالة غرام: (سيناريو)
- 1954: دايما معاك: (سيناريو)
- 1954: حدث ذات ليلة: (سيناريو)
- 1954: أنا الحب: (سيناريو وحوار)
- 1954: ارحم دموعي: (سيناريو)
- 1955: قصة حبي: (قصة وسيناريو وحوار)
- 1955: أيام و ليالي: (قصة وسيناريو)
- 1956: موعد غرام: (قصة وسيناريو وحوار)
- 1956: بنات اليوم: (قصة وسيناريو)
- 1958: ماليش غيرك: (سيناريو)
- 1959: دعاء الكروان: (سيناريو)
- 1959: حسن ونعيمة: (سيناريو وحوار)
- 1959: ارحم حبي: (سيناريو)
- 1961: في بيتنا رجل: (سيناريو وحوار)
- 1961: شاطئ الحب: (سيناريو وحوار)
- 1961: أعز الحبايب: (قصة)
- 1962: يوم بلا غد: (إعداد وسيناريو)
- 1963: الباب المفتوح: (سيناريو)
- 1964: أمير الدهاء: (سيناريو)
- 1968: الحب الكبير: (سيناريو وحوار)
- 1972: حكاية بنت اسمها مرمر: (سيناريو)
- 1972: الزائرة: (اقتباس)
- 1978: المرأة هي المرأة: (قصة وسيناريو)
- 1979: ولا عزاء للسيدات: (سيناريو)
- 1979: عشاق تحت العشرين: (سيناريو وحوار)
- 1984: ليلة القبض على فاطمة: (سيناريو)

### إنتاج
- 1948: ليت الشباب (منتج فني)
- 1950: ساعة لقلبك (منتج فني)
- 1951: حياتي إنت
- 1951: في الهوا سوا
- 1957: إغراء
- 1958: امسك حرامي
- 1959: حسن ونعيمة
- 1961: أعز الحبايب
- 1963: الباب المفتوح
- 1964: أمير الدهاء
- 1968: الحب الكبير
- 1973: زائر الفجر (إشراف على الإنتاج)
- 1978: المرأة هي المرأة

### مونتاج
- 1935: عنتر أفندي
- 1939: بياعة التفاح
- 1939: العودة إلى الريف
- 1941: انتصار الشباب
- 1942: الشريد
- 1942: المتهمة
- 1942: لو كنت غني
- 1942: العريس الخامس
- 1945: القلب له واحد
- 1947: الهانم
- 1948: الواجب
- 1948: العقاب

## المهرجانات التي اشترك فيها
- مهرجان برلين السينمائي الدولي، فيلم (حسن ونعيمة).
- مهرجان برلين السينمائي الدولي، فيلم (دعاء الكروان).
- مهرجان كان السينمائي (الحرام).
- مهرجان نيودلهى (في بيتنا رجل).
- مهرجان جاكرتا (الباب المفتوح).
- مهرجان فالنسيا (ليلة القبض على فاطمة).

## تكريمه في المهرجانات
- باريس، 1984.
- فالنسيا، 1985.
- مهرجان الإسكندرية، 1991.
- تليفزيون لوس أنجلوس أمريكا، 1989.
- مونبيليه، 1992.
- مهرجان القاهرة، 1994.

## الجوائز والأوسمة
جائزة الدولة التقديرية في الفنون من المجلس الأعلى للثقافة، عام 1995.

## روابط خارجية
- هنري بركات على موقع IMDb (الإنجليزية)
- هنري بركات على موقع الدهليز
- هنري بركات على موقع قاعدة بيانات الأفلام العربية
- هنري بركات على موقع قاعدة بيانات الفيلم (الإنجليزية)
- هنري بركات على موقع كينوبويسك (الروسية)